# 第252予備役機甲師団 (イスラエル国防軍)
第252師団（だい252しだん、ヘブライ語: אוגדה 252（ウグダ252）、英語: 252nd Division）、通称「アブトゥバ・サイナイ」（シナイ部隊、ヘブライ語: עוצבת סיני）は、イスラエル国防軍（以下イスラエル軍）に所属する師団のひとつである。
南部軍所属の予備役機甲師団。第252師団は常設の師団としてはイスラエル軍で初めて編成された師団である。消耗戦争、第四次中東戦争（シナイ方面）、第一次レバノン戦争に参加した。
なお師団の正式名称は「第252師団」あるいは「シナイ師団」であるが、本文では便宜上「第252機甲師団」あるいは「第252予備役機甲師団」の名称を用いる。

## 師団の歴史

### 創設～消耗戦争
第252師団は1968年12月16日、当時イスラエルの占領地だったシナイ半島の防衛を担当する師団として編成された。これまでイスラエル軍は戦時にのみ臨時編成でしか師団を編成しなかったので、第252師団は常設の師団としては初めて創設された師団であり、のちに作られる師団のモデルとなるよう編成された。基幹兵力は第401機甲旅団、第14機甲旅団とその他砲兵部隊などの支援部隊である。初代師団長はアブラハム（ブレン）・アダン少将であった。
当時イスラエル軍はスエズ運河を対エジプト防衛線として位置づけ、東岸一帯に防御陣地「バーレブ・ライン」を構築した（発案者はアダンである）。第252師団はスエズ運河東岸に設けられたバンカー群「マオチム」や交通網などの整備と並行して「ツァンフ」(צמ"פ)（戦車部隊の訓練のこと）や旅団規模の訓練等を行った。
1969年3月、エジプト軍は東岸のイスラエル軍に対して砲撃を開始した。「消耗戦争」の開始である。このころの師団長はシュロモ（ツィック）・ラハット少将であった。
第252師団はさらなる戦闘激化を避けるためエジプト軍にさほど強く反撃できなかったが、エジプト軍の浸透を阻止した。
1970年9月、消耗戦争が終結し、1973年までシナイ半島の情勢は比較的平穏になる。
1972年に師団長となったアブラハム（アルバート）・マンドラー少将はシナイ半島に派遣されている将兵の疎外感による士気低下の防止につとめた。

### 第四次中東戦争
1973年10月5日、この日カルマン・マゲン准将はマンドラーから師団長の地位を引き継ぐ（正式には8日から）予定だったが、シナイ正面での情勢悪化（エジプト軍は「演習」と称して活動を活発化させていた）に伴い引き継ぎは延期された。
翌日の午後2時、第四次中東戦争が勃発する。第252機甲師団はスエズ運河正面全域でエジプト軍の猛攻にさらされた。「マオチム」の兵士たちも大半は包囲され、降伏あるいは脱出を余儀なくされた。（どの「マオチム」守備兵も無断で降伏したり脱出することはなかった）。第252機甲師団は防衛作戦「ショバフ・ヨニム作戦」に従って機甲旅団による「マオチム」援護に向かったが「戦意が低いはずの」エジプト兵は多種多様な対戦車火器をもって抵抗したため第252師団指揮下の3個機甲旅団はことごとく壊滅的な被害を受け（10月7日の時点で戦車110輌、定数330輌の半分以下であった）、一部「マオチム」に到達できた部隊もあったが大半は失敗した。「空飛ぶ砲兵」として第252機甲師団を支援するはずの空軍もエジプト軍の対空網の中でほとんど活躍できなかった。10月7日には予備役部隊の第143予備役機甲師団（アリエル・シャロン少将指揮）と第162予備役機甲師団（アダン少将指揮）が到着したため、第252機甲師団は運河南側の戦区を担当することになった。
10月13日、運河最南端の「マオチム」、拠点「メサグー」が降伏する。マンドラーは「メサグー」の守備兵と連絡を取るためにシナイ半島南部の某交差点に赴いた。そこでマンドラーは乗車していた装甲兵員輸送車ともどもエジプト軍からの砲撃を受け、戦死した。師団長の後任として（北部区で指揮を執っていた）マゲンが少将に昇進の上つくことになった。
10月14日、運河東岸に橋頭堡を築いて以来大規模な攻勢を避けていたエジプト軍が攻勢を開始する。第252機甲師団はシナイ半島南部、「マブーク・ワジ」と呼ばれる場所でエジプト軍の2個戦車旅団を迎え撃った。第252機甲師団が「マブーク・ワジ」に派遣できた部隊は戦車35輌と1個対戦車分隊にすぎなかったが、エジプト軍が対空網から出てきたため空軍の支援を受けることができたこともあり、エジプト軍の戦車150輌ほどを撃破して撃退した。第252機甲師団の損害は戦車2輌であった。
10月18日、第252機甲師団は第162予備役機甲師団に引き続いてスエズ運河を渡河した。エジプト軍の対空ミサイル陣地を掃討しながらスエズ市に向けて進撃し、停戦日の10月24日までにはカイロまで101Kmの「101キロ地点」に到達、第162予備役機甲師団とともにエジプト第3軍を包囲した（「101キロ地点」はイスラエル・エジプト軍の和平交渉の場所となった）。
1974年3月10日、マゲンは交通事故で死亡してしまった。後任にイェクシェル（クティ）・アダム少将がついた。
しばらくしてアダムは南部方面軍司令官に昇任し、師団長はアブラハム・ローテム准将がついた。

### 北部方面軍への配置換え
1981年、イスラエル軍はレバノンへの軍事介入を準備していた。第252機甲師団も北部軍に転属となり、ゴラン高原に派遣された

### 第一次レバノン戦争
第252機甲師団はレバノン侵攻作戦「ガリラヤの平和作戦」に参加するため北部軍に配属替えとなり、第7機甲旅団とともに東部方面での作戦を担当した。この時の師団長はヤーコヴ・ラピドット准将である。主要な戦闘は6日間で終了し、シリア軍に対する警戒に当たった。2年間レバノンで任務を行ったのち、ヨルダン川渓谷において兵站任務を重視した訓練を実施した。

### 現在
1985年4月に第252機甲師団はレバノンから撤退した。その後第252機甲師団は予備役師団に変更となった。
現在第252予備役機甲師団は第380地域師団とともにエジプト・イスラエル国境、ラファからネゲヴ山までの防衛を担当している。

## 師団の編制

### 現在の編制
予備役旅団
- 第10/第164"ハレル"予備役機甲旅団（英語版）
- 第12"ネゲヴ"予備役歩兵旅団（英語版）
- 第14"バイソン/マアツ"予備役機甲旅団（ヘブライ語版）
- 第425"ファイア・フレイム"予備役砲兵連隊（ヘブライ語版）
- 第646"スカイフォックス"予備役空挺旅団（ヘブライ語版）

## 歴代師団長
師団長はかつては少将（アルーフ）がついたが、現在は准将（セゲン・アルーフ）がつく。
| 名前                                 | 在任期間    | 注記                                            |
| ------------------------------------ | ----------- | ----------------------------------------------- |
| アブラハム（ブレン）・アダン         | 1968 - 1969 | 第四次中東戦争時第162予備役機甲師団長           |
| シュロモ（ツィック）・ラハット       | 1969 - 1970 | 消耗戦争時の師団長 のち人事部長                 |
| ダン・ラーナー                       | 1970 - 1972 | 第四次中東戦争時第210予備役機甲師団長           |
| アブラハム（アルバート）・マンドラー | 1972 - 1973 | 第四次中東戦争時の師団長（戦死）                |
| カルマン・マゲン                     | 1973 - 1974 | 第四次中東戦争時の師団長                        |
| イェクシェル（クティ）・アダム       | 1974        | のち参謀次長                                    |
| アブラハム・ローテム                 | 1974 - 1975 | のち訓練部長                                    |
| アブラハム・バラム                   | 1975 - 1977 |                                                 |
| バルーク・ハレル                     | 1977 - 1978 |                                                 |
| ヨッシ・ペレト                       | 1978 - 1982 |                                                 |
| エフード・バラク                     | 1980 - 1981 | のち第14代首相                                  |
| エマニュエル・サケル                 | 1981 - 1982 | 第一次レバノン戦争時の師団長 のち陸軍指揮本部長 |
| ヤーコブ・ラピドット                 | 1982 - 1983 |                                                 |
| アモス・カッツ                       | 1983 - 1985 |                                                 |
| ヨム＝トフ・タミール                 | 期間不明    |                                                 |
| ヤイル・ナフシ                       | 期間不明    |                                                 |
| メナシェ・アンバー                   | 期間不明    |                                                 |
| イツハク・ラビン                     | 期間不明    | 同姓同名の人物とは異なる                        |
| ヨセフ（ヨッシ）・メラメド           | 期間不明    |                                                 |
| ツビ（ツビカ）・カン＝チュール       | 1989 - 1991 |                                                 |
| ウリ・アグモン                       | 1991 - 1994 |                                                 |
| イツハク・エイタン（エイズマン）     | 1994 - 1995 | のち中部方面軍司令官                            |
| メイア・ゴードン                     | 1995 - 1997 |                                                 |
| イスラエル・ツィブ                   | 1997 - 1999 | のち作戦部長                                    |
| メイア・カリフィ                     | 1999 - 2001 | のちエフード・オルメルト首相の首相軍事顧問      |
| ヨセフ（ヨッシ）・シルマン           | 2001 - 2002 |                                                 |
| ダン・ビートン                       | 2002 - 2005 | のち参謀本部技術・兵站部部長                    |
| ウジ・モシュコヴィッツ               | 2005 - 2007 |                                                 |
| ガイ・チュール                       | 2007 - 2009 | のち陸軍指揮本部長                              |
| アビ・アシュケナジ                   | 2009 - 2012 |                                                 |
| ロニ・ニューマ                       | 2012 - 2014 | のち中部方面軍司令官                            |
| ミッキー・エイデルスタイン           | 2014 - 現職 |                                                 |